# Anthophora phaceliae
Anthophora phaceliae är en biart som beskrevs av Brooks 1988. Anthophora phaceliae ingår i släktet pälsbin, och familjen långtungebin. Inga underarter finns listade i Catalogue of Life.